# Brazil állami labdarúgó-bajnokságok
A Brazil állami labdarúgó-bajnokságok Brazília mind a 27 államában megrendezett, az országos Campeonato Brasileiro Série A-hoz hasonló labdarúgó-bajnokságok. A legrégebbi a Campeonato Paulista, melyet 1902 óta rendeznek meg.
A bajnokságok fontosság szempontjából közel egy szinten állnak az országos küzdelemmel, és eredetileg azért jöttek létre, hogy a csapatoknak ne kelljen akár több száz kilométert is megtenniük egy-egy mérkőzés lejátszásához.
A bajnokságok győztesei, valamint pár államban az ezüstérmes csapatok is, kvalifikálják magukat a brazil kupába.
Minden év decemberében a CBF összeállítja a szövetségek rangsorát, ami a Série D küzdelmeinek lebonyolításához elengedhetetlenül fontos. Az legerősebb állam négy csapattal, a 2-9. helyen végzett szövetségek 3 együttessel, míg a fennmaradó 18 állam két csapattal részvételével képviseli a negyedosztály küzdelmeit.

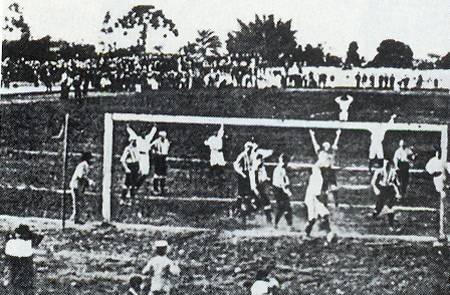
1902-es felvétel a Paulista állami bajnokságból.

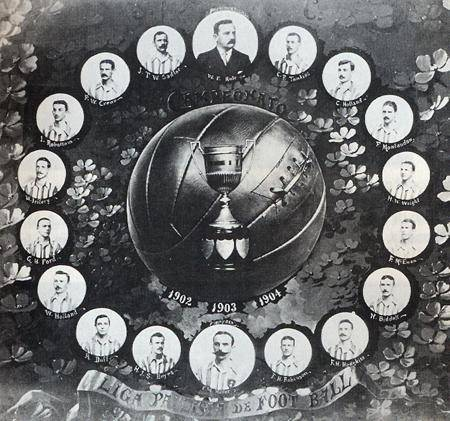
Az első bajnoki tablón a São Paulo Athletic Club csapata.

## A 2018-as állami bajnokságok győztesei
| Bajnokság          | Állam                    | Klub                 |
| ------------------ | ------------------------ | -------------------- |
| Acriano            | Acre (AC)                | Rio Branco (AC)      |
| Alagoano           | Alagoas (AL)             | CSA                  |
| Amazonense         | Amazonas (AM)            | Manaus               |
| Amapaense          | Amapá (AP)               | Ypiranga             |
| Baiano             | Bahia (BA)               | Bahia                |
| Cearense           | Ceará (CE)               | Ceará                |
| Brasiliense        | Distrito Federal (DF)    | Sobradinho           |
| Capixaba           | Espírito Santo (ES)      | Serra                |
| Goiano             | Goiás (GO)               | Goiás                |
| Maranhense         | Maranhão (MA)            | Moto Club            |
| Mineiro            | Minas Gerais (MG)        | Cruzeiro             |
| Sul-Mato-Grossense | Mato Grosso do Sul (MS)  | Operário (MS)        |
| Mato-Grossense     | Mato Grosso (MT)         | Cuiabá               |
| Paraense           | Pará (PA)                | Remo                 |
| Paraibano          | Paraíba (PB)             | Botafogo (PB)        |
| Pernambucano       | Pernambuco (PE)          | Náutico              |
| Piauiense          | Piauí (PI)               | Altos                |
| Paranaense         | Paraná (PR)              | Athletico Paranaense |
| Carioca            | Rio de Janeiro (RJ)      | Botafogo             |
| Potiguar           | Rio Grande do Norte (RN) | ABC Natal            |
| Rondoniense        | Rondônia (RO)            | Real Desportivo      |
| Roraimense         | Roraima (RR)             | São Raimundo (RR)    |
| Gaúcho             | Rio Grande do Sul (RS)   | Grêmio               |
| Catarinense        | Santa Catarina (SC)      | Figueirense          |
| Sergipano          | Sergipe (SE)             | Sergipe              |
| Paulista           | São Paulo (SP)           | Corinthians          |
| Tocantinense       | Tocantins (TO)           | Palmas               |

## Legsikeresebb csapatok
| Bajnokság          | Állam                    | Bajnokság kezdete | Klub             | Bajnoki címek |
| ------------------ | ------------------------ | ----------------- | ---------------- | --- |
| Acriano            | Acre (AC)                | 1919              | Rio Branco (AC)  | 46 (1919, 1921, 1928, 1935, 1936, 1937, 1938, 1939, 1940, 1941, 1943, 1944, 1945, 1946, 1947, 1950, 1951, 1955, 1956, 1957, 1960, 1961, 1962, 1964, 1971, 1973, 1977, 1979, 1983, 1986, 1992, 1994, 1997, 2000, 2002, 2003, 2004, 2005, 2007, 2008, 2010, 2011, 2012, 2014, 2015, 2018)                                                       |
| Alagoano           | Alagoas (AL)             | 1927              | CSA              | 37 (1928, 1929, 1933, 1935, 1936, 1941, 1942, 1944, 1949, 1952, 1955, 1956, 1957, 1958, 1960, 1963, 1965, 1966, 1967, 1968, 1971, 1974, 1975, 1980, 1981, 1982, 1984, 1985, 1988, 1990, 1991, 1994, 1996, 1997, 1998, 1999, 2008, 2018) |
| Amazonense         | Amazonas (AM)            | 1914              | Nacional (AM)    | 43 (1916, 1917, 1918, 1919, 1920, 1922, 1923, 1933, 1936, 1937, 1939, 1941, 1942, 1945, 1946, 1950, 1957, 1963, 1964, 1968, 1969, 1972, 1974, 1976, 1977, 1978, 1979, 1980, 1981, 1983, 1984, 1985, 1986, 1991, 1995, 1996, 2000, 2002, 2003, 2007, 2012, 2014, 2015)                                                                         |
| Amapaense          | Amapá (AP)               | 1944              | Macapá           | 17 (1944, 1946, 1947, 1948, 1954, 1955, 1956, 1957, 1958, 1959, 1969, 1974, 1978, 1980, 1981, 1986, 1991) |
| Baiano             | Bahia (BA)               | 1905              | Bahia            | 46 (1931, 1933, 1934, 1936, 1938, 1940, 1944, 1945, 1947, 1948, 1949, 1950, 1952, 1954, 1956, 1958, 1959, 1960, 1961, 1962, 1967, 1970, 1971, 1973, 1974, 1975, 1976, 1977, 1978, 1979, 1981, 1982, 1983, 1984, 1986, 1987, 1988, 1991, 1993, 1994, 1998, 1999, 2001, 2012, 2014, 2015)                                                       |
| Cearense           | Ceará (CE)               | 1915              | Ceará            | 45 (1915, 1916, 1917, 1918, 1919, 1922, 1925, 1931, 1932, 1939, 1941, 1942, 1948, 1951, 1957, 1958, 1961, 1962, 1963, 1971, 1972, 1975, 1976, 1977, 1978, 1980, 1981, 1984, 1986, 1989, 1990, 1992, 1993, 1996, 1997, 1998, 1999, 2002, 2006, 2011, 2012, 2013, 2014, 2017, 2018)                                                             |
| Brasiliense        | Distrito Federal (DF)    | 1959              | Gama             | 11 (1979, 1990, 1994, 1995, 1997, 1998, 1999, 2000, 2001, 2003, 2015) |
| Capixaba           | Espírito Santo (ES)      | 1917              | Rio Branco (ES)  | 37 (1918, 1919, 1921, 1924, 1929, 1930, 1934, 1935, 1936, 1937, 1938, 1939, 1941, 1942, 1945, 1946, 1947, 1949, 1951, 1957, 1958, 1959, 1962, 1963, 1966, 1968, 1969, 1970, 1971, 1973, 1975, 1978, 1982, 1983, 1985, 2010, 2015) |
| Goiano             | Goiás (GO)               | 1944              | Goiás            | 28 (1966, 1971, 1972, 1975, 1976, 1981, 1983, 1986, 1987, 1989, 1990, 1991, 1994, 1996, 1997, 1998, 1999, 2000, 2002, 2003, 2006, 2009, 2012, 2013, 2015, 2016, 2017, 2018) |
| Maranhense         | Maranhão (MA)            | 1944              | Sampaio Corrêa   | 33 (1933, 1934, 1940, 1942, 1953, 1954, 1956, 1961, 1962, 1964, 1965, 1972, 1975, 1976, 1978, 1980, 1984, 1985, 1986, 1987, 1988, 1990, 1991, 1992, 1997, 1998, 2002, 2003, 2010, 2011, 2012, 2014, 2017) |
| Mineiro            | Minas Gerais (MG)        | 1915              | Atlético Mineiro | 44 (1915, 1926, 1927, 1931, 1932, 1936, 1938, 1939, 1941, 1942, 1946, 1947, 1949, 1950, 1952, 1953, 1954, 1955, 1956, 1958, 1962, 1963, 1970, 1976, 1978, 1979, 1980, 1981, 1982, 1983, 1985, 1986, 1988, 1989, 1991, 1995, 1999, 2000, 2007, 2010, 2012, 2013, 2015, 2017)                                                                   |
| Sul-Mato-Grossense | Mato Grosso do Sul (MS)  | 1979              | Operário (MS)    | 11 (1979, 1980, 1981, 1983, 1986, 1988, 1989, 1991, 1996, 1997, 2018) |
| Mato-Grossense     | Mato Grosso (MT)         | 1943              | Mixto            | 24 (1943, 1945, 1947, 1948, 1949, 1951, 1952, 1953, 1954, 1959, 1961, 1962, 1965, 1969, 1970, 1979, 1980, 1981 1982, 1984, 1988, 1989, 1996, 2008) |
| Paraense           | Pará (PA)                | 1908              | Paysandu         | 47 (1920, 1921, 1922, 1923, 1927, 1928, 1929, 1931, 1932, 1934, 1939, 1942, 1943, 1944, 1945, 1947, 1956, 1957, 1959, 1961, 1962, 1963, 1965, 1966, 1967, 1969, 1971, 1972, 1976, 1980, 1981, 1982, 1984, 1985, 1987, 1992, 1998, 2000, 2001, 2002, 2005, 2006, 2009, 2010, 2013, 2016, 2017)                                                 |
| Paraibano          | Paraíba (PB)             | 1908              | Botafogo (PB)    | 28 (1936, 1937, 1938, 1944, 1945, 1947, 1948, 1949, 1953, 1954, 1955, 1957, 1968, 1969, 1970, 1975, 1976, 1977, 1978, 1984, 1986, 1988, 1998, 1999, 2003, 2013, 2014, 2017) |
| Pernambucano       | Pernambuco (PE)          | 1915              | Sport Recife     | 41 (1916, 1917, 1920, 1923, 1924, 1925, 1928, 1938, 1941, 1942, 1943, 1948, 1949, 1953, 1955, 1956, 1958, 1961, 1962, 1975, 1977, 1980, 1981, 1982, 1988, 1991, 1992, 1994, 1996, 1997, 1998, 1999, 2000, 2003, 2006, 2007, 2008, 2009, 2010, 2014, 2017)                                                                                     |
| Piauiense          | Piauí (PI)               | 1916              | Ríver (PI)       | 30 (1948, 1950, 1951, 1952, 1953, 1954, 1955, 1956, 1958, 1959, 1960, 1961, 1962, 1963, 1973, 1975, 1977, 1978, 1980, 1981, 1989, 1996, 1999, 2000, 2001, 2002, 2007, 2014, 2015, 2016) |
| Paranaense         | Paraná (PR)              | 1916              | Coritiba         | 38 (1916, 1927, 1931, 1933, 1935, 1939, 1941, 1942, 1946, 1947, 1951, 1952, 1954, 1956, 1957, 1959, 1960, 1968, 1969, 1971, 1972, 1973, 1974, 1975, 1976, 1978, 1979, 1986, 1989, 1999, 2003, 2004, 2008, 2010, 2011, 2012, 2013, 2017) |
| Carioca            | Rio de Janeiro (RJ)      | 1906              | Flamengo         | 34 (1914, 1915, 1920, 1921, 1925, 1927, 1939, 1942, 1943, 1944, 1953, 1954, 1955, 1963, 1965, 1972, 1974, 1978, 1979*, 1979*, 1981, 1986, 1991, 1996, 1999, 2000, 2001, 2004, 2007, 2008, 2009, 2011, 2014, 2017) |
| Potiguar           | Rio Grande do Norte (RN) | 1906              | ABC Natal        | 55 (1920, 1921, 1923, 1925, 1926, 1928, 1929, 1932, 1933, 1934, 1935, 1936, 1937, 1938, 1939, 1940, 1941, 1944, 1945, 1947, 1950, 1953, 1954, 1955, 1958, 1959, 1960, 1961, 1962, 1965, 1966, 1970, 1971, 1972, 1973, 1976, 1978, 1983, 1984, 1990, 1993, 1994, 1995, 1997, 1998, 1999, 2000, 2005, 2007, 2008, 2010, 2011, 2016, 2017, 2018) |
| Rondoniense        | Rondônia (RO)            | 1945              | Ferroviário      | 17 (1946, 1947, 1948, 1949, 1950, 1951, 1952, 1955, 1957, 1958, 1963, 1970, 1978, 1979, 1986, 1987, 1989) |
| Roraimense         | Roraima (RR)             | 1960              | Baré             | 22 (1953, 1955, 1956, 1957, 1958, 1960, 1964, 1965, 1966, 1967, 1970, 1971, 1972, 1982, 1984, 1986, 1988, 1996, 1997, 1999, 2006, 2010) |
| Gaúcho             | Rio Grande do Sul (RS)   | 1919              | Internacional    | 45 (1927, 1934, 1940, 1941, 1942, 1943, 1944, 1945, 1947, 1948, 1950, 1951, 1952, 1953, 1955, 1961, 1969, 1970, 1971, 1972, 1973, 1974, 1975, 1976, 1978, 1981, 1982, 1983, 1984, 1991, 1992, 1994, 1997, 2002, 2003, 2004, 2005, 2008, 2009, 2011, 2012, 2013, 2014, 2015, 2016)                                                             |
| Catarinense        | Santa Catarina (SC)      | 1924              | Figueirense      | 18 (1932, 1935, 1936, 1937, 1939, 1941, 1972, 1974, 1994, 1999, 2002, 2003, 2004, 2006, 2008, 2014, 2015, 2018) |
| Sergipano          | Sergipe (SE)             | 1918              | Sergipe          | 35 (1922, 1924, 1927, 1928, 1929, 1932, 1933, 1937, 1940, 1943, 1955, 1961, 1964, 1967, 1970, 1971, 1972, 1974, 1975, 1982 , 1984, 1985, 1989, 1991, 1992, 1993, 1994, 1995, 1996, 1999, 2000, 2003, 2013, 2016, 2018) |
| Paulista           | São Paulo (SP)           | 1902              | Corinthians      | 28 (1914, 1916, 1922, 1923, 1924, 1928, 1929, 1930, 1937, 1938, 1939, 1941, 1951, 1952, 1954, 1977, 1979, 1982, 1983, 1988, 1995, 1997, 1999, 2001, 2003, 2009, 2013, 2017) |
| Tocantinense       | Tocantins (TO)           | 1989              | Gurupi Palmas    | 6 (1996, 1997, 2010, 2011, 2012, 2016) 6 (2000, 2001, 2003, 2004, 2007, 2018) |

- 1979-ben a Carioca bajnokságban kétszer avattak bajnokot.